# Сексуальное рабство
Сексуа́льное ра́бство — рабство с целью сексуальной эксплуатации, является нарушением прав человека.
Римский статут Международного уголовного суда включает в понятие сексуального рабства и ситуации, когда люди принуждаются к совместному ведению домашнего хозяйства, браку и прочей активности, элементами которой являются сексуальные взаимоотношения, а также торговлю людьми (особенно женщинами и детьми).

Сексуальное рабство женщин имеет, например, следующие формы (неполный перечень):
- браки по принуждению, в том числе торговля невестами;
- покупка невесты, когда приданое со стороны жениха на самом деле является способом оплаты;
- принуждение к проституции.

Термин «принудительная проституция» употребляется когда лицо (или группа лиц) принуждает кого-либо к занятию проституцией.

## Похищение невест

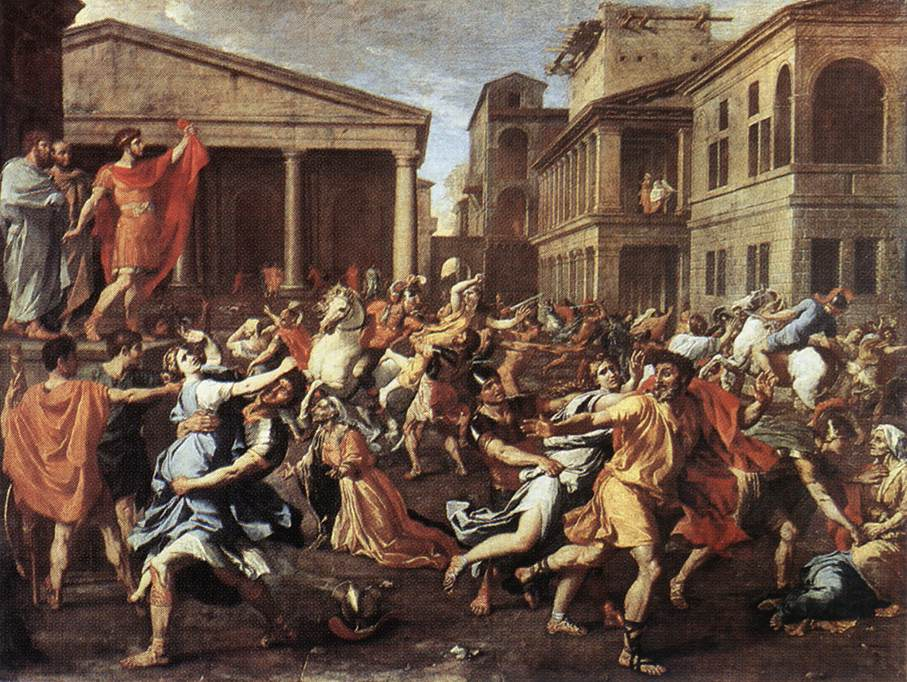
Похищение сабинянок на картине Пуссена

Похищение невест по-прежнему практикуется во многих странах.
На территории нынешней РФ обычай похищения невесты распространён на Кавказе, хотя ещё до революции 1917 года этот обычай преследовался в уголовном порядке (преследовался в дальнейшем и преследуется поныне). Международную огласку получило похищение в Махачкале студентки из Эстонии в августе 2006 года.
В советские времена похищение невесты каралось статьями главы 11 УК РСФСР «Преступления, составляющие пережитки местных обычаев».
Однако в современной России похищение невесты «по согласию» не является преступлением. Хотя Уголовный кодекс предусматривает за похищение человека наказание в виде тюремного заключения сроком до 4 лет, однако, согласно примечанию к статье 126 УК РФ, «Лицо, добровольно освободившее похищенного, освобождается от уголовной ответственности, если в его действиях не содержится иного состава преступления».

## Белое рабство
«Белое рабство» (англ. White slavery) — в англоязычных странах термин означал неволю европейцев и выходцев из Европы вне зависимости от природы рабства. Словосочетание «белое рабство» употреблялось с начала XX века, «когда большинство стран тогдашней Европы подписало в 1904 году в Париже Международный договор, направленный на борьбу с этим явлением»:

В то время особое внимание уделялось женщинам из Великобритании, которых принуждали к проституции в странах континентальной Европы. Позже этот термин распространился на общее понятие торговли живым товаром.

Только в 1985 году британский парламент скорректировал законодательство, согласно которому насильственным считалось сожительство лишь с теми, кому нет 13 («возраст согласия», по новому закону, — 16 лет).
В начале XX века термин употреблялся в отношении европейских девушек, которые работали в борделях Чикаго.
Ранее словосочетание употреблялось в отношении наложниц из Европы в турецких гаремах.

## Лагерные бордели в нацистской Германии

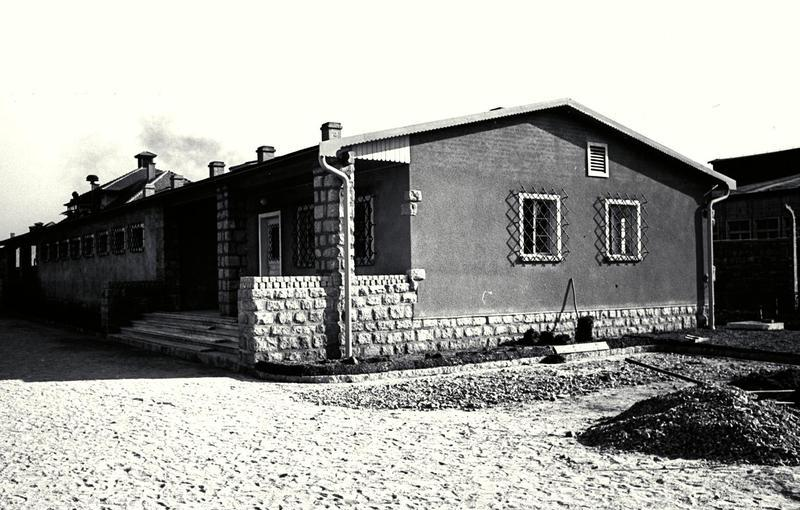
Лагерный бордель

В нацистской Германии заключённых концлагерей принуждали заниматься проституцией в специальных заведениях (Lagerbordell), чтобы поощрять лояльных узников.
Первое заведение подобного рода открыли в 1942 году. 30 июня 1943 года лагерный бордель открыт в Освенциме, 15 июля того же года — в Бухенвальде.
Положение лагерной проститутки, крайне унизительное с обычной точки зрения, в чудовищных условиях концлагеря многими узницами расценивалось как желанное и престижное.

## Сексуальное рабство в контексте вооружённых конфликтов
Сексуальное насилие сопровождает все вооружённые конфликты.
До XIX века военные рассматривали население страны, с которой велись военные действия, как потенциального противника — с вытекающим поражением в правах. Женщины воспринимались оккупантами как законный трофей победителя.

### Принуждение нацистскими оккупационными властями советских женщин к работе в военных борделях
На оккупированных в 1941—1944 гг. нацистской Германией территориях СССР были созданы военные бордели, куда в принудительном порядке привлекали местных женщин, а в случае отказа их расстреливали.

### Вторая мировая война в Азии

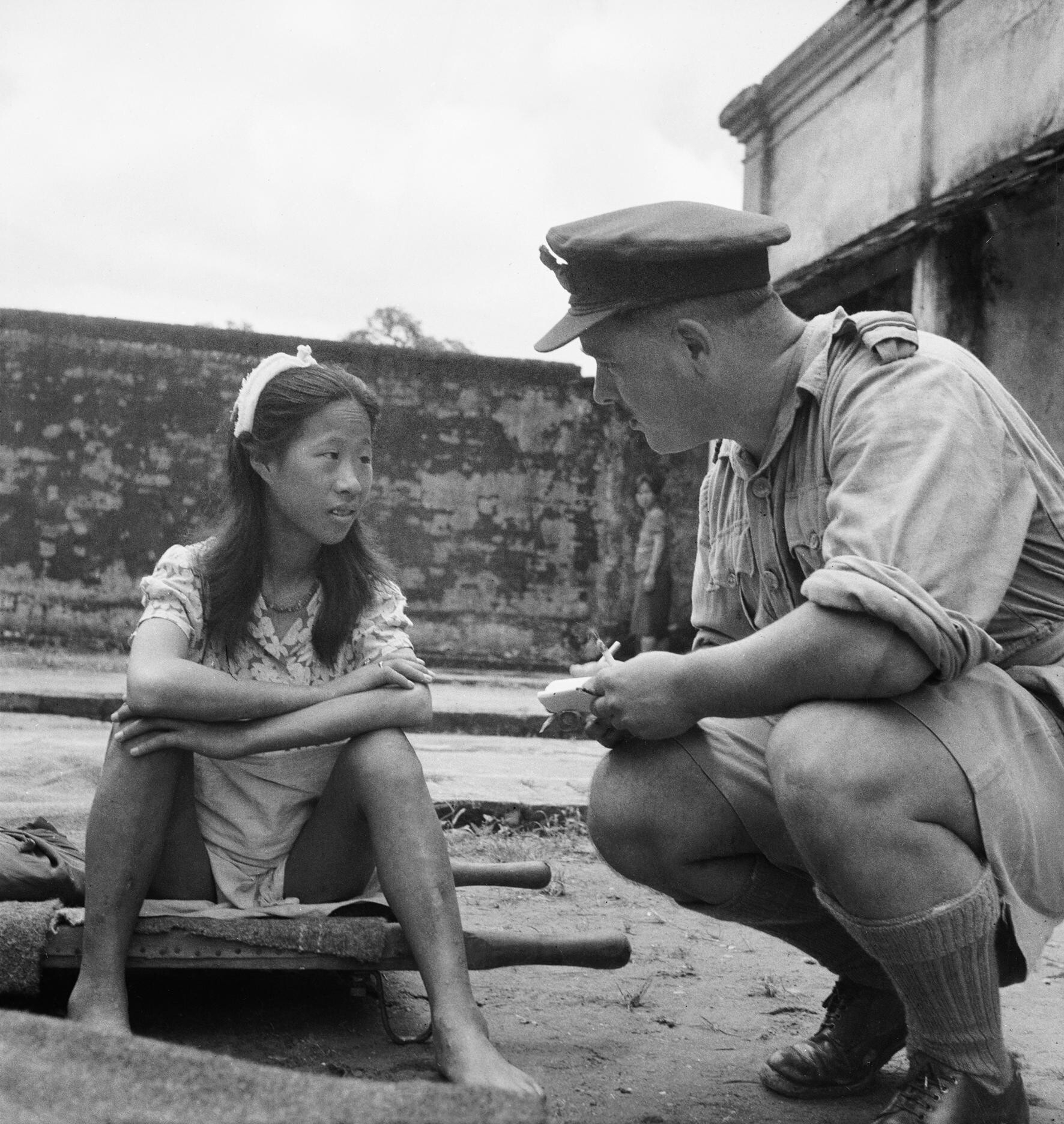
Допрос (в августе 1945 года) юной китаянки, которую японские военные использовали в качестве секс-рабыни

Во время Второй мировой войны японские военные принуждали к проституции женщин на оккупированных территориях.
Около двухсот тысяч юных китаянок и кореянок были превращены в сексуальных рабынь японскими военными во время Второй мировой. Японские солдаты насиловали даже замужних и беременных женщин на оккупированных территориях.
Есть сведения и о случаях изнасилования союзными солдатами японок во время оккупации японских территорий. Австралийские солдаты и офицеры в начале 1946 года «хватали женщин, затаскивали в джипы, отвозили в горы и там насиловали, крики слышны были каждую ночь», вспоминают очевидцы.
Американские солдаты насиловали японок во время оккупации Окинавы в 1945 году. Только официально было зарегистрировано 1336 случаев сексуального насилия за первые 10 дней оккупации.

## Современное сексуальное рабство

### В арабских странах

Арабский рынок наложниц

Традиции сексуального рабства в арабском мире имеют глубокие исторические корни, в XVIII и XIX веках основной поток рабынь в арабские страны направлялся из Восточной Африки, пока рабство не было официально запрещено в конце XIX века.
Однако неофициально оно по сию пору практикуется в Эмиратах.
В Эмиратах в такого рода деятельность вовлечены женщины и дети из стран СНГ.
Узбекский суд вынес обвинительный приговор Абдусалому Ганиеву, организовавшему преступный канал по экспорту секс-рабынь в Объединённые Арабские Эмираты:

Бизнес был настолько прибыльным, что Ганиев зафрахтовал у одной из частных авиакомпаний Киргизии самолёт, на котором, при содействии коррумпированных связей, без всякого досмотра отправлял девушек в «развратное путешествие»… Группы девушек направлялись напрямую в Эмираты, либо транзитом в Иран, откуда они морем по подложным документам доставлялись до пункта назначения в Дубайский эмират.

### В Африке
Зарегистрировано рабство в Судане, Либерии, Сьерра-Леоне, Уганде, Конго, Нигере и Мавритании. В Гане, Того и Бенине есть форма религиозной проституции, когда тысячи женщин вовлечены в сексуальные отношения с «богами», роль которых исполняют жрецы.

### В Европе
В Нидерландах ежегодно регистрируется от 1000 до 1700 жертв подобной формы рабства. В 2008 году там зарегистрировано 763 женщины из Венгрии, 60 % которых было вовлечено в принудительную проституцию.
В Греции по оценкам экспертов — 13 000-14 000 жертв из Нигерии, Албании и стран СНГ.
В Испании в 2007 году официально зарегистрировано 1035 жертв такого рабства.
На Украине в 2009 году разоблачили бывшую «Мисс Львов» как организатора экспорта секс-рабынь:
В составе группировки работали 12 вербовщиков, большинство — мужчины, которые и занимались поиском девушек. По имеющейся информации, девушки прилетали в Дубай, там их встречали, сразу забирали паспорта и вывозили за город, часть отправляли в другие регионы страны…
Министр внутренних дел Украины Луценко сообщил, что только в 2008 году было завербовано более 200 девушек в возрасте от 16 до 25 лет и отправлены в Объединённые Арабские Эмираты, в Великобританию, Германию.

### В России
В 2012 году при соучастии движения «Альтернатива» массовый общественный резонанс вызывал случаи многолетнего использования рабского труда, происходившие в московском районе Гольяново. Жертвами порабощения являлись граждане Узбекистана, Казахстана и Таджикистана, в основном женщины, подвергавшиеся не только трудовой, но и сексуальной эксплуатации и жестокому обращению. История получила международную известность и приводилась в докладах российских и международных правозащитных организаций как яркий пример, иллюстрирующий неудовлетворительную ситуацию в борьбе с рабством в России, как и безнаказанность поработителей. Как оказалось, некоторые из них находились в рабстве более 12 лет.

### В США
В Штаты поставляют секс-рабов из стран Южной Америки, Юго-Восточной Азии, бывшего СССР.
Иногда секс-рабами в собственной стране становятся и американские граждане.

### В Турции
Проблемой занимаются представители ООН из Международной организации по миграции (IOM), которые организовали в Турции бесплатную горячую линию для женщин, которых обманом вовлекли в проституцию:

Операторы-полиглоты пытаются отследить, откуда пришёл звонок, после чего отсылают информацию о местонахождении женщины в полицию.
Однако, что самое удивительное, три четверти звонков приходит… от турецких мужчин!
«Турецкие мужчины не против пользоваться услугами проституток, но они хотят, чтобы женщины делали это по своему желанию. Иначе… это задевает их гордость», — сказала Мариелле Линдстом, глава турецкого отделения IOM.

### На Украине
Торговля «живым товаром» в целях сексуальной эксплуатации является серьёзной проблемой украинского общества, при этом усилия государственной власти явно не соответствуют её масштабу и международным стандартам. Направления вывоза людей включают в себя европейские страны, арабский мир и Израиль.

## Коммерческая эксплуатация детской сексуальности
Коммерческая эксплуатация детской сексуальности — распространённая форма сексуального рабства (в трактовке правозащитных международных организаций).
Декларация в отношении такого рода эксплуатации детей принята в Стокгольме в 1996 году .

### Детская проституция
По данным индийской полиции, более 1 200 000 детей вовлечены в Индии в проституцию. Около 40 % индийских проституток — дети и подростки.
Аналогичный расклад (40 % вовлечённых в проституцию — детского возраста) в Таиланде.

### Способы вербовки
Существует семь форм вербовки сексуальных рабынь:
- отбор по фотокаталогам, которые отправляются для отбора заказчикам;
- фиктивный наём на работу;
- т. н. «вторая волна», когда жертвы возвращаются домой, чтобы нанять других;
- (индивидуальный): вербовка лицами, имеющими долги и отрабатывающими таким образом задолженность;
- конкурсы красоты, конкурсы фотографий, наборы в студии фотомоделей, манекенщиц и другие;
- объявления о найме на работу в качестве проституток;
- фиктивные «брачные агентства», иногда называемые агентствами «невест по почтовой переписке».